# Hugh Dancy
Hugh Michael Horace Dancy (n. 19 iunie 1975, Stoke-on-Trent, Anglia, Regatul Unit) este un actor și model englez.
Este cel mai bine cunoscut pentru rolul lui Will Graham, în serialul de televiziune Hannibal⁠(d), pentru care a fost nominalizat la premiul de televiziune Two Choice Critics' Choice⁠(d) pentru cel mai bun actor dintr-o serie de drame, și ca prințul Charmont în Ella Enchanted⁠(d). În 2006, Dancy a fost nominalizat la Premiul Emmy⁠(d) pentru rolul Earl of Essex din miniseria Chaneel 4 Elizabeth I.

## Primii ani
Dancy s-a născut în Stoke-on-Trent, Staffordshire și a crescut în Newcastle-under-Lyme. Mama sa, Sarah Ann Dancy (născută în Birley), lucrează în publicațiile academice. Tatăl său, Jonathan Dancy, este profesor de filozofie unde predă la Universitatea din Reading și la Universitatea din Texas, Austin.
Hugh este cel mai mare dintre cei trei copii, fiind urmat de fratele său Jack Dancy (născut pe 25 mai 1977), care este co-director al companiei de turism Trufflepig Travel și sora sa Katherine Sarah Redman (născută pe 5 martie 1980). De la vârsta de 5 până la vârsta de 10 ani, Dancy a învățat la școala pregătitoare Edenhurst  din Newcastle-under-Lyme. La vârsta de 10 ani, Dancy a învățat la Dragon School în Oxford, apoi, la 13 ani a învățat la Winchester College. La vârsta de 18 ani, el a jucat în Winchester College Players produs de Twelfth Night, atât în Winchester cât și la Teatrul Minack în Cornwall. El a continuat să studieze limba engleză de la poetul și dramaturgul Francis Warner la St Peter's College, Oxford.

## Carieră
După absolvire, Dancy s-a mutat în Londra, unde o conversație dintr-o cafenea l-a dus la cunoașterea directorului de casting Ros Hubbard și a agentului Dallas Smith, care a semnat pentru el. În 1999, Dancy a jucat rolul lui Danny, unde a avut o poveste de dragoste trecătoare cu Rachel, unul dintre personajele principale, în cea de-a doua serie de Picioare Reci. În 2002, Dancy l-a interpretat pe Daniel Deronda în adaptarea BBC a romanului Daniel Deronda al lui George Eliot.
Rolurile remarcabile care îl includ pe Dancy în Prințul Charmont din 2004 din filmul Disney Ella Enchanted , alături de Anne Hathaway și, din același an, Galahad în Regele Arthur , urmat mai târziu de Hannibal co-star Mads Mikkelsen. În 2005, a jucat ca Adam Raki în Adam, un film independent care a avut premiera la Festivalul de Film Sundance în 2009 unde este vorba despre povestea unui tânăr om cu sindromul Asperger. Dancy a continuat să apară în diverse alte filme.
În teatru, Dancy a apărut în piesa MCC "Mândria", scrisă de Alexi Kaye Campbell, la teatrul Lucille Lortel în New York City. Producția de pe Broadway a fost regizată de Joe Mantello și jucată de Ben Whishaw și Andrea Riseborough. În 2007, Dancy a avut un rol pe Broadway în calitate de Căpitanul Dennis Stanhope în Finalul Călătoriei (Teatrul Belasco). Din 2010 până în 2011, el a jucat în Manhattan Theatre Club din Broadway, produs de Venus in Fur alături de Nina Arianda. Performanța sa a fost lăudată de către criticul de teatru Charles Isherwood în New York Times.
În martie 2012, NBC l-a anunțat pe Dancy că îl va juca pe Va Graham în Hannibal, televiziune adaptată pe baza personajul principal al lui Thomas Harris' 1981, romanul Red Dragon. Spectacolul a primit aprecieri critice și a fost nominalizat pentru numeroase premii. Acesta a fost anulat după trei sezoane și s-a încheiat în 2015, deși există speranța pentru reîntoarcerea sa. El apare des ca personaj principal în Hulu's The Path, alături de Aaron Paul și Michelle Monaghan.

## Viața personală
Dancy a cunoscut-o pe actrița americană Claire Danes la filmările pentru Seară în Newport, Rhode Island, unde au început să se întâlnească. În februarie 2009, și-au anunțat logodna. Cei doi s-au căsătorit în Franța, în 2009, în particular. În 2012, actrița l-a născut pe fiul lor, pe nume Cyrus.

## Filmografie

### Film
| An   | Titlul                           | Rolul                  | Note                                                      |
| ---- | -------------------------------- | ---------------------- | --------------------------------------------------------- |
| 2001 | Black Hawk Down                  | Sfc. Kurt Schmid       |                                                           |
| 2001 | Young Blades                     | D'Artagnan             |                                                           |
| 2003 | Tempo                            | Jack                   |                                                           |
| 2003 | The Sleeping Dictionary          | John Truscott          |                                                           |
| 2004 | King Arthur                      | Galahad                |                                                           |
| 2004 | Ella Enchanted                   | Prince Charmont        |                                                           |
| 2005 | Shooting Dogs                    | Joe Connor             |                                                           |
| 2006 | Basic Instinct 2: Risk Addiction | Adam Towers            |                                                           |
| 2007 | The Jane Austen Book Club        | Grigg Harris           |                                                           |
| 2007 | Evening                          | Buddy Wittenborn       |                                                           |
| 2007 | Savage Grace                     | Sam Green              |                                                           |
| 2007 | Blood & Chocolate                | Aiden                  |                                                           |
| 2009 | Confessions of a Shopaholic      | Luke Brandon           |                                                           |
| 2009 | Adam                             | Adam                   | Nominated—Satellite Award for Best Actor – Motion Picture |
| 2010 | Coach                            | Nick                   |                                                           |
| 2010 | The Wildest Dream                | Andrew Irvine          | Voice                                                     |
| 2011 | Our Idiot Brother                | Christian              |                                                           |
| 2011 | Martha Marcy May Marlene         | Ted                    | Nominated—Gotham Award for Best Ensemble Cast             |
| 2011 | Hysteria                         | Dr. Mortimer Granville |                                                           |
| 2013 | Legends of Oz: Dorothy's Return  | Marshal Mallow         | Voice                                                     |

### Televiziune
| An           | Titlu                            | Rolul                  | Note |
| ------------ | -------------------------------- | ---------------------- | --- |
| 1998         | Trial & Retribution              | Robert Belini          | 2 episode |
| 1998         | The New Adventures of Robin Hood | Kyle                   | Episodul: "Orphans" |
| 1998–1999    | Dangerfield                      | Charlie Paige          | 2 episode |
| 1999         | Cold Feet                        | Danny                  | 2 episode |
| 1999         | Kavanagh QC                      | Michael Woodley        | Episodul: "The More Loving One" |
| 2000         | Relic Hunter                     | Michael Previn         | Episodul: "The Last Night" |
| 2000         | David Copperfield                | David Copperfield      | Television film |
| 2000         | Madame Bovary                    | Leon                   | Television film |
| 2002         | Daniel Deronda                   | Daniel Deronda         | 3 episode |
| 2006         | Elizabeth I                      | Earl of Essex          | 2 episode Nominated—Primetime Emmy Award for Outstanding Supporting Actor in a Miniseries or a Movie Nominated—Satellite Award for Best Actor – Miniseries or Television Film |
| 2011         | The Big C                        | Lee Fallon             | 8 episode |
| 2013–2015    | Hannibal                         | Will Graham            | 38 episode Won—Golden Europe TV Award for Outstanding Lead Actor(2013) Won—Saturn Award for Best Actor on Television (2015) Won—Poppy Award for Best Actor in Drama Series(2016) Nominated—IGN Award for Best TV Actor (2013) Nominated—Saturn Award for Best Actor on Television(2013, 2014) Nominated—Critics' Choice Television Award for Best Actor in a Drama Series (2014, 2016) Nominated—Fangoria Chainsaw Award for Best TV Actor(2015, 2016) |
| 2015         | Deadline Gallipoli               | Ellis Ashmead Bartlett | 2 episode Nominated—Logie Award for Most Outstanding Actor (2016) |
| 2016–prezent | The Path                         | Cal Roberts            | 22 episode |

## Teatru
| An      | Titlu                            | Rolul                     | Note                  |
| ------- | -------------------------------- | ------------------------- | --------------------- |
| 1999    | Billy și Crab Doamna             | Fred                      | Soho Theatre          |
| 2000    | La Câmpurile Verzi de Dincolo de | Mo                        | Donmar Warehouse      |
| 2007    | Sfârșitul călătoriei             | Căpitanul Dennis Stanhope | Teatrul Belasco       |
| 2010    | Mândria                          | Filip                     | Lucille Lortel Teatru |
| 2011-12 | Venus în Blană                   | Thomas                    | Lyceum Theatre        |